# Grönknavel
Grönknavel (Scleranthus annuus) är en växtart i familjen nejlikväxter.

## Bygdemål
| Namn       | Trakt    | Anteckning                                             | Referens |
| ---------- | -------- | ------------------------------------------------------ | -------- |
| Knavlegräs | Svealand | Samma namn används för Vitknavel (Sclerantus perennis) | [ 1 ]    |
| Tandgräs   | —        |                                                        |          |

## Etymologi
Eftersom grönknavel är ettårig valde Linné artepitetet Annuus från latinets annus, som betyder år.
För namnet knavel hade han en anekdot att berätta, där en svensk student skulle ha inspirerat Hieronymus Bock till benämningen.